# Кунув (гмина)
Кунув (пол. Kunów) — городско-сельская гмина (волость) в Польше, входит как административная единица в Островецкий повет, Свентокшиское воеводство. Население — 9934 человека (на 2004 год).

## Демография
| Перепись                       | Всего   | Всего | Женщины | Женщины | Мужчины | Мужчины |
| ------------------------------ | ------- | ----- | ------- | ------- | ------- | ------- |
| Единицы                        | человек | %     | человек | %       | человек | %       |
| Население                      | 9934    | 100   | 5074    | 51,1    | 4860    | 48,9    |
| Плотность населения (чел./км²) | 87,3    | 87,3  | 44,6    | 44,6    | 42,7    | 42,7    |

## Поселения
1. Бехув
2. Боксыцка
3. Букове
4. Хоцимув
5. Долы-Бискупе
6. Яник
7. Колёня-Инвалидзка
8. Колёня-Пяски
9. Кужаче
10. Мале-Йодло
11. Милковска-Карчма
12. Нетулиско-Мале
13. Нетулиско-Дуже
14. Правенцин
15. Рудка
16. Вымыслув
17. Удзицув

## Соседние гмины
1. Гмина Бодзехув
2. Гмина Броды
3. Островец-Свентокшиски
4. Гмина Павлув
5. Гмина Сенно
6. Гмина Васнюв